# Orgue d'Es Convent de Sóller
L'orgue d’Es Convent de Sóller és un orgue pneumàtic que es troba a la part del cor de l'Església dels Sagrats Cors situat a l'entrada de la vall de Sóller. El primer orgue que es va construir en aquest convent correspon a finals del segle xvi, el qual es va destruir al segle xix a causa de l'exclaustració dels Sagrats Cors. Així, uns anys després, es va construir un orgue nou que va patir una sèrie de reformes fins a l'estat actual.

## Història
La primera referència que tenim sobre l'orgue del Convent dels Sagrats Cors de Sóller és de l’any 1588 amb la notícia de què Joan Gaspar Roig va ser el seu constructor. Seguidament, va ser situat sobre la porta del claustre, segons Berard.
L’any 1835, es diu que l’organista d’Es Convent era Fra Antoni Vicens Arbona que provenia de Fornalutx, fins que en aquest mateix any es va dur a terme l'exclaustració. Al segle xix, pareix que el mateix constructor de l'orgue de la parròquia de Sóller, Ludwig Scherrer, va proporcionar un nou orgue al convent, el qual va ser comprat pel solleric Bisbe Nadal per mil set-centes vuitanta lliures.
El 1912 es va instaurar la Comunitat dels Sagrats Cors i, després de l'exclaustració, l’organer Julià Munar va construir un nou orgue, la façana del qual es sembla a l'orgue que també va construir a Pina. Així, el 1926, la casa Amézua de Sant Sebastià va instal·lar un orgue pneumàtic conservant la caixa antiga.

## Situació i estat actual
A hores d’ara, l'orgue es conserva a la part esquerra del cor on també es troba la consola que sobresurt per un costat del moble i està enfront de l'orgue.
El fet de ser un orgue pneumàtic fa que presenti grans problemàtiques per les deficiències de funcionament degudes a les complicacions del mecanisme i els efectes del pas del temps. Per tant, pràcticament ja no se li dona cap ús.

## Descripció de la consola
L'orgue conté un teclat manual amb cinquanta-sis notes des del Do/C fins al Sol/G’’’ (una octava més del sobreagut), encara que el pedal, només disposa de trenta notes que van del Do/C al Fa/F’ agut. Així, la seva disposició és la següent:

### Manual
- Violón 16’
- Flautado Principal 8’
- Viola de Gamba 8’
- Voz Celeste 8’
- Octava 4’
- Quincena 2’
- Corneta 4’
- Trompeta Real 8’

### Pedal
- Contrabaix 16’
- Pedal teclat
- Trèmolo

- Per altra banda, hi ha quatre botons de combinació en els quals no s’indica el nom, però probablement fan referència a:
  - Anul·lador
  - Piano
  - Mezzoforte
  - Tutti